# 沢目村
沢目村（さわめむら）は、秋田県山本郡にあった村。現在の八峰町南部、五能線沢目駅周辺にあたる。

## 地理
- 海：日本海
- 山：萩台山、母谷山、水沢山、焼山、次郎左衛門岳
- 河川：水沢川

## 歴史
- 1889年（明治22年）4月1日 - 町村制の施行により、水沢村、目名潟村、沼田村、田中村、高野々村の区域をもって発足。
- 1955年（昭和30年）4月1日 - 塙川村と合併して峰浜村が発足。同日沢目村廃止。

## 交通

### 鉄道路線
- 日本国有鉄道
  - 五能線
    - 沢目駅

### 道路
- 二級国道101号